# Colostygia approximata
Colostygia approximata là một loài bướm đêm trong họ Geometridae.